# 張維翰
張 維翰（ちょう いかん、字: 蒓漚、1886年 - 1979年9月1日）は、中華民国（台湾）の政治家・法学者。雲南派の唐継尭や竜雲の配下として活動したが、1930年代以降は国民政府中央に活動の場を移した。

## 生涯

### 初期の活動
公立雲南法政学堂を卒業後、1908年（光緒34年）に新建陸軍第19鎮第37協随営学堂で教師兼司令部秘書となる。1911年の昆明重九起義（雲南辛亥革命）には革命派として参加した。

### 雲南派時代
1912年（民国元年）に国民党に加入するが、まもなく雲南派指導者の唐継尭の配下となる。以後、雲南省行政公署総務科科長、黒塩井区塩務督煎総弁兼塩興県知事、箇旧県知事を歴任した。1915年（民国4年）12月の護国戦争では護国軍に与し、袁世凱を支持する広東将軍竜済光の軍と交戦し、重傷を負った。護国軍の勝利後、回復した張は1916年（民国5年）7月、四川入りしていた蔡鍔に招聘され、四川督軍公署秘書長に任ぜられた。翌年秋には雲南に戻っている。
1918年（民国7年）冬、唐継尭の派遣により広州軍政府が開催した地方行政会議に出席する。その後日本に渡り、東京帝国大学で東京市政をはじめとする地方行政を学んだ。1922年（民国11年）3月に雲南省に戻り、蒙自道尹に任命されるとともに、昆明市市政実施の準備を開始した。同年8月、昆明市の設置に伴い、初代の昆明市政公所督弁（昆明市長に相当）に抜擢された。この在任中に3度来日し、東京市の関東大震災からの復興状況や全国都市行政の状況を視察している。
1927年（民国16年）2月、唐継尭は国民政府を支持する配下の竜雲ら4鎮守使の兵変により失脚し、翌1928年1月に竜を主席とする雲南省政府が成立する。張維翰は竜雲に引き続き起用され、省政府委員兼国民政府外交部特派駐雲南交渉員に任ぜられた。同年12月には南京で開かれたベトナムをめぐる中仏条約改訂会議に参加した。1929年（民国18年）12月、省政府民政庁庁長に起用された。しかし、旧政権（唐継尭）の幹部でありながら竜雲に重用されたため、盧漢ら雲南軍の軍人から嫌悪された。
1930年（民国19年）3月に盧漢ら雲南軍4師長が竜雲に対して兵変を起こした際、孫渡（当時の参謀長）とともに張維翰は、真っ先に「君側の奸」として粛清の標的として挙げられた。しかし、兵変はまもなく失敗に終わり、張は民政庁長の地位を保った。この事件を契機に張は政務への意欲を失い、1931年（民国21年）8月に民政庁長を辞任した。これにより、張は雲南派から事実上離脱し、国民政府中央へと転じることになった。

### 国民政府中央での活動と台湾へ
1931年（民国21年）10月、張維翰は立法院立法委員に任命され、翌1932年（民国21年）5月には立法院秘書長を兼任した（1933年1月まで）。1939年（民国28年）6月、前月に内政部長に抜擢された雲南派の元老・周鍾嶽により、張維翰は内政部政務次長に起用された。1944年（民国33年）11月に部長が張厲生となっても、張維翰は政務次長に留任した。
1946年（民国35年）1月、監察院雲貴監察区監察使に異動する。翌年には行憲国民大会代表にも選出された。1949年（民国38年）4月、監察院監察区の改組に伴い、川康区監察委員行署委員に転じたが、実際には就任していない。その後まもなく、張は香港に逃れ、しばらくは教員などを務めた。
1950年（民国39年）に台湾へ移住し、以後、中国国民党中央紀律委員会委員、政策委員会委員、中央評議委員などを歴任した。1965年（民国54年）には監察院副院長に昇進し、1972年（民国61年）5月から翌1973年3月まで、監察院代理院長を務めた。

### 学術活動と晩年
学術面では、1968年（民国57年）に中華学術院詩学研究所所長に招聘され、以後、中国伝統詩学会名誉理事長、詩経研究会名誉理事長、中国孔孟学会監事、船山学会監事などを務めた。詩や書に優れ、晩年は仏学研究にも携わった。
1979年（民国68年）9月1日、台湾にて病没。享年94（満92歳）。

## 著書
- 『都市計画』
- 『法制要論』
- 『行政法精義』
- 『地方自治実務』
- 『田園都市』

## 注
1. ↑  徐友春主編『民国人物大辞典 増訂版』1876頁。劉寿林ほか編『民国職官年表』によると、正式な辞任は1932年11月12日。張維翰の後任として民政庁長に任ぜられたのは、兵変を起こした4師長の1人、朱旭であった。